# Gavelinella
Gavelinella es un género de foraminífero bentónico de la subfamilia Gavelinellinae, de la familia Gavelinellidae, de la superfamilia Chilostomelloidea, del suborden Rotaliina y del orden Rotaliida. Su especie tipo es Discorbina pertusa. Su rango cronoestratigráfico abarca desde el Barremiense (Cretácico inferior) hasta el Landeniense (Paleoceno superior).

## Clasificación
Se han descrito numerosas especies de Gavelinella. Entre las especies más interesantes o más conocidas destacan:
- Gavelinella ammonoides †
- Gavelinella beccariiformis †
- Gavelinella pertusa †

Un listado completo de las especies descritas en el género Gavelinella puede verse en el siguiente anexo.
En Gavelinella se ha considerado el siguiente subgénero:
- Gavelinella (Berthelina), aceptado como género Berthelina